# Мала Чута
Мала Чута — річка в Україні у Черкаському районі Черкаської області. Права притока річки Ірклею (басейн Дніпра).

## Опис
Довжина річки приблизно 6,37 км, найкоротша відстань між витоком і гирлом — 5,70  км, коефіцієнт звивистості річки — 1,12 . Формується декількома струмками та загатами.

## Розташування
Бере початок на північно-східній стороні від села Гненне у листяному лісі. Тече переважно на північний схід через село Вершаці і впадає у річку Ірклій, праву притоку річки Тясмину.

## Цікаві факти
- На річці існують газгольдер та декілька газових свердловин[1].